# Paul Rodgers
Paul Rodgers, bivši pjevač grupe Free (veliki hit All Right Now) i Bad Company, sasvim slučajno postaje zamjena Freddiu Mercuryu u Queenu, s ciljem da grupa održi posljednju oproštajnu turneju od svojih fanova.